# Мидлтаун (Мичиген)
Мидлтаун (енгл. Middletown) насељено је место без административног статуса у америчкој савезној држави Мичиген.

## Демографија
По попису из 2010. године број становника је 897, што је 69 (-7,1%) становника мање него 2000. године.
| Група             | 2000.       | 2010.       |
| Белци             | 930 (96,3%) | 861 (96,0%) |
| Афроамериканци    | 3 (0,3%)    | 7 (0,8%)    |
| Азијати           | 2 (0,2%)    | 1 (0,1%)    |
| Хиспаноамериканци | 19 (2,0%)   | 22 (2,5%)   |
| Укупно            | 966         | 897         |